# Фуркало Володимир Васильович
Володимир Васильович Фуркало (5 червня 1950, Київ — 7 серпня 2005) — український дипломат. Надзвичайний і Повноважний Посол України в Канаді (1996—1998), Югославії (1998—2001) та Республіці Корея (2001—2005).

## Біографія
Народився 5 червня 1950 року в Києві. У 1972 закінчив Московський державний інститут міжнародних відносин МЗС СРСР. Кандидат юридичних наук.
З 1974 по 1977 — аташе, 3-й секретар відділу міжнародних організацій МЗС Української РСР.
З 1977 по 1979 — аташе Постійного представництва УРСР при ООН.
З 1979 по 1980 — співробітник Департаменту з політичних питань та деколонізації Секретаріату ООН.
З 1980 по 1991 — співробітник, начальник відділу, заступник начальника Управління міжнародних зв'язків Президії Академії Наук України.
З 1991 по 1994 — 1-й секретар, завідувач сектором, заступник начальника відділу, заступник начальника Управління НБСЄ та Європейських регіональних структур МЗС України.

Могила Володимира Фуркала, Байкове кладовище

З 30.07.1994 по 31.01.1996 — керівник Управління з питань зовнішньої політики Адміністрації Президента України.
З 24.01.1996 по 15.10.1998 — Надзвичайний і Повноважний Посол України в Канаді.
З 19.07.1996 по 15.10.1998 — представник України при Міжнародній організації цивільної авіації (ІКАО) за сумісництвом.
З 15.10.1998 по 12.11.2001 — Надзвичайний і Повноважний Посол України в Югославії. Лауреат премії «Людина року 1999» у номінації «Дипломат року».
З 12.11.2001 по 07.03.2005 — Надзвичайний і Повноважний Посол України в Республіці Корея.
Був одружений. Помер у 55-річному віці 7 серпня 2005 року. Похований на Байковому кладовищі (ділянка № 49б, 50°25′2.50″ пн. ш. 30°30′4.85″ сх. д. / 50.4173611° пн. ш. 30.5013472° сх. д.).
Автор монографії «Международно-правовая защита гражданского населения в условиях вооруженных конфликтов» (1986)